# Cessna EC-2
«Сессна ЕС-2» (англ. Cessna EC-2) — американский лёгкий одномоторный двухместный самолёт. Выпускался компанией «Сессна».

## История
После краха авиационной промышленности во время Великой депрессии в США компания «Cessna» испытывала серьезные трудности. Элдон Цессна, сын Клайда Цессны, разработал проект недорогого и дешевого в эксплуатации самолёта с учетом новых условий в экономике.
Модель Сессна ЕС-2 оснащалась двигателем Aeronca мощностью 30 hp (22 кВт или 30 л.с.) модели E-107A. Однако самолёт не пошёл в производство, а единственный прототип разбился несколько лет спустя, когда отказал двигатель при полёте обучаемого с инструктором. В качестве модификации была создана версия одноместного самолёта модели ЕС-1. Но перед серийным выпуском компания прервала свою деятельность до 1934 года.